# 长柄石柑
长柄石柑（学名：Pothos chinensis var. lotienensis）是天南星科石柑属石柑子的变种。分布于中国大陆的贵州等地，生长于海拔520米至1,100米的地区，多生于阴湿山谷岩石上，目前尚未由人工引种栽培。